# Parafia Miłosierdzia Bożego w Brzezinach
Parafia Miłosierdzia Bożego w Brzezinach – parafia rzymskokatolicka znajdująca się w diecezji sandomierskiej w dekanacie Modliborzyce.
Do parafii przynależą: Brzeziny, Gwizdów, Łysaków, Majdan Łysakowski, Maliniec, Osówek, Potoczek, Stojeszyn I, Stojeszyn II.

## Obiekty sakralne
- Kościół pw. Miłosierdzia Bożego w Brzezinach
- Kaplica Św. Józefa Robotnika w Osówku